# Patrona Bavariae (Neusorg)

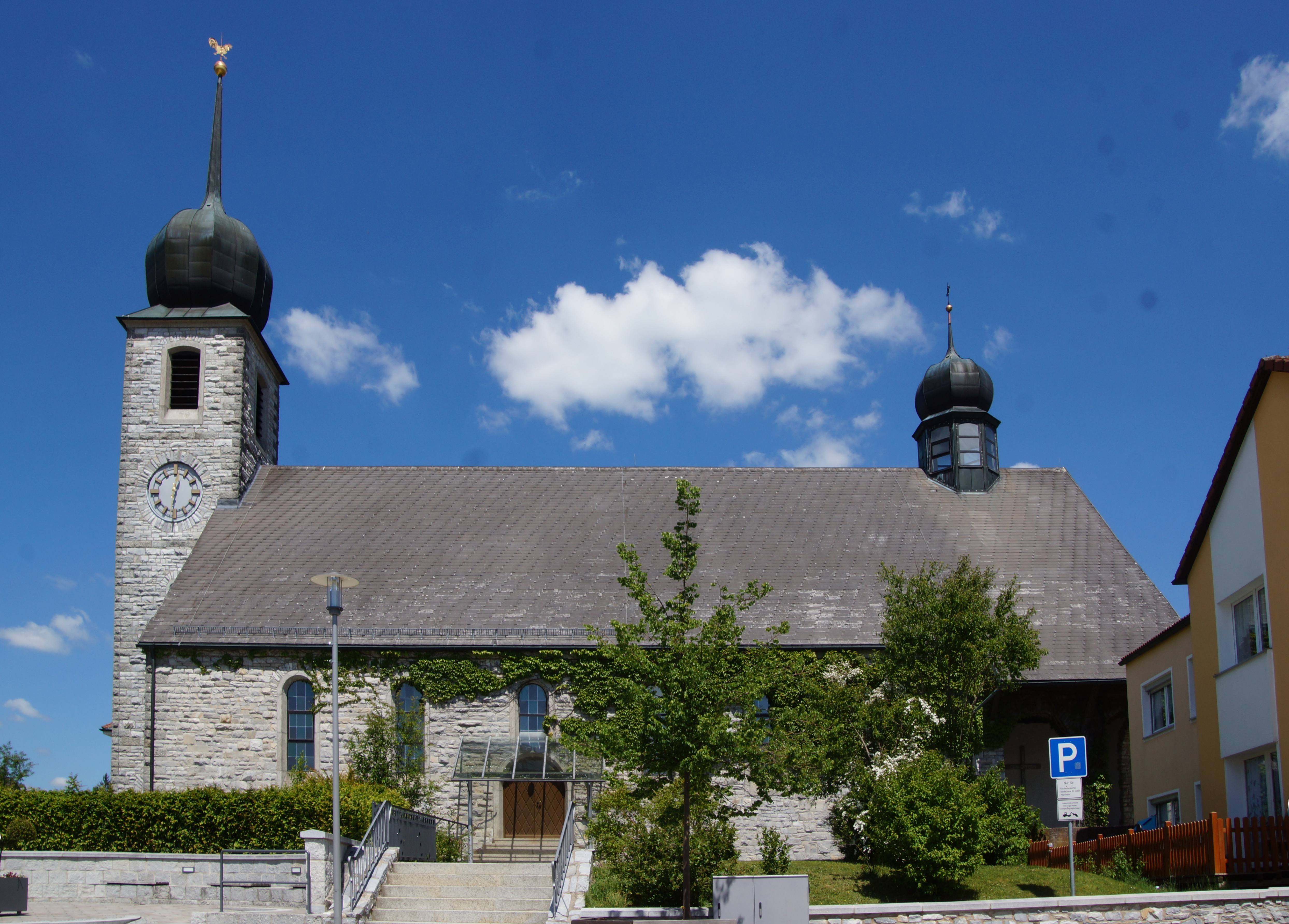
Patrona Bavariae (Neusorg)

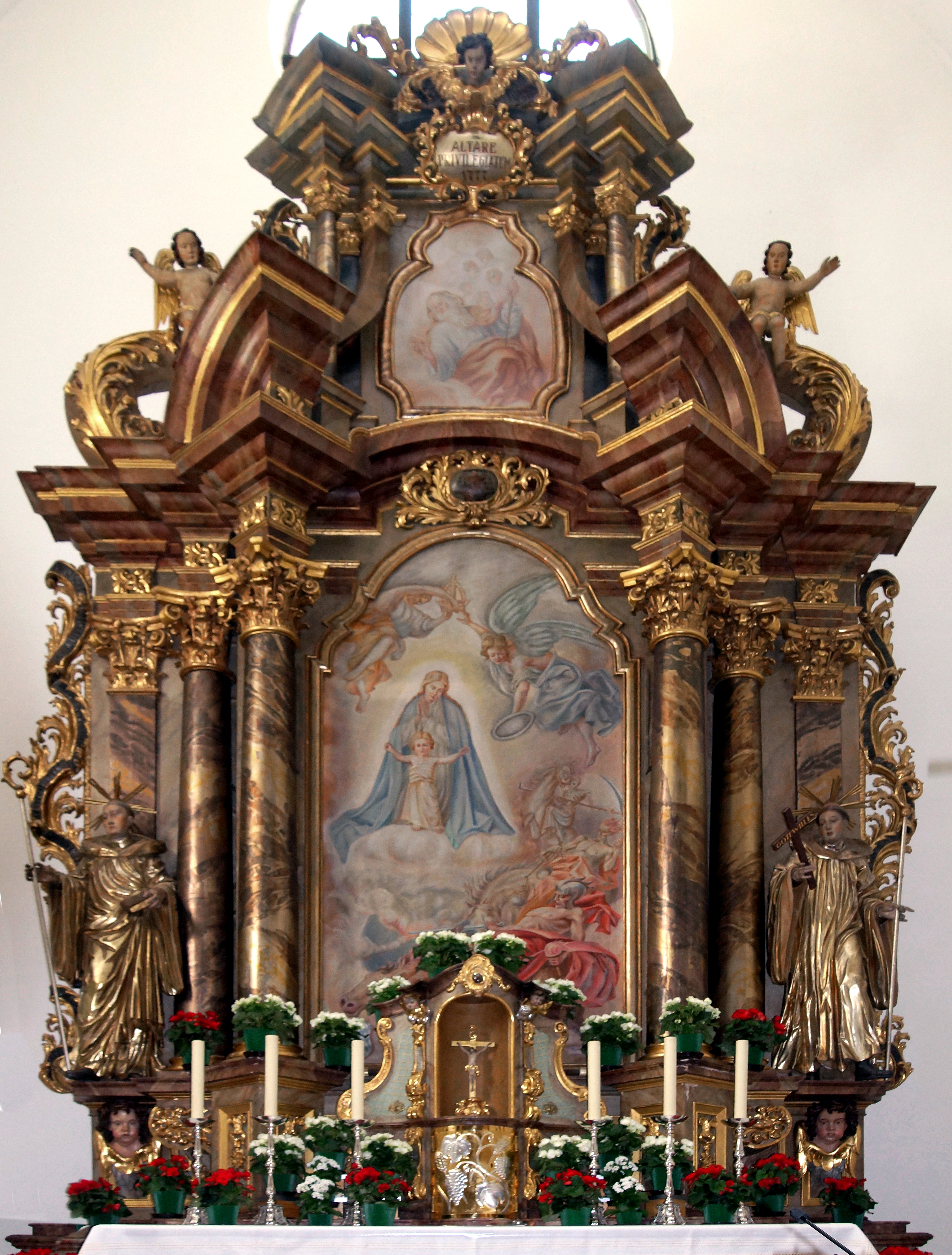
Hochaltar

Die römisch-katholische, denkmalgeschützte Pfarrkirche Patrona Bavariae steht in Neusorg, einer Gemeinde im Landkreis Tirschenreuth der Oberpfalz. Sie gehört zum Bistum Regensburg. Das Bauwerk ist unter der Denkmalnummer D-3-77-143-1 als Baudenkmal in die Bayerische Denkmalliste eingetragen. 

## Geschichte und Beschreibung
Der Bau der Kirche geht auf ein Versprechen aus den letzten Tagen des Zweiten Weltkriegs zurück. Als das Dorf zerstört zu werden drohte, gelobte der Pfarrer den Bau einer neuen Kirche zu Ehren der Patrona Bavariae, wenn der Ort verschont bliebe. Die Bitte wurde erhört und am 1. September 1945 war Grundsteinlegung zum neuen Gotteshaus. Es wurde eine aus grobem Quadermauerwerk gebaute Saalkirche, das heißt eine Kirche mit einschiffigem Langhaus. Fertiggestellt war sie 1949. Der mit einer Zwiebelhaube bedeckte Kirchturm ist an die Westseite angebaut. Im obersten Geschoss des Kirchturms steht der Glockenstuhl, im darunterliegenden ist die Turmuhr eingebaut. Aus dem Dach des Chors erhebt sich ein achteckiger Dachreiter, ebenfalls mit Zwiebelhaube. 
Zur Kirchenausstattung gehört ein 1777 gebauter spätbarocker Hochaltar, der aus dem Bamberger Dom stammen soll. Das von je zwei Säulen flankierte Altarretabel wurde 1946 erneuert. Das zentrale Bild des Hochaltars zeigt Maria, die Patrona Bavariae, mit dem Jesuskind und über ihr rechts den Erzengel Gabriel, der zusammen mit einem zweiten Engel die Krone über der Gottesmutter als Himmelskönigin hält. Unten rechts ist der mit seiner Gefolgschaft in die Hölle gestürzte Satan dargestellt. Der Altarauszug zeigt Gottvater mit segnender Hand. 